# جيروم ببكر
جيروم ببكر (8 سبتمبر 1991 في كندا - ) هو لاعب كرة قدم كندي في مركز الهجوم. لعب مع هاوجانج يونايتد.

## وصلات خارجية
- جيروم ببكر على موقع قاعدة بيانات كرة القدم.إي يو (الإنجليزية)
- جيروم ببكر على موقع Soccerway.com (الإنجليزية)